# Igor Spallati
Igor Spallati (* 16. August 1985) ist ein italienischer, in Deutschland arbeitender Jazz- und Rock-Bassist.

## Leben und Wirken
Spallati wuchs in Perugia auf und studierte am Jazzinstitut Berlin bei Greg Cohen und John Hollenbeck.  2011 war er der erste Gewinner des Savoy Award of Excellence. Er arbeitete in dieser Zeit u. a. mit Mike  Richmond, Dado Moroni, Pietro Tonolo, Gabriele Mirabassi, Fred Hersch, Joe Chambers und trat auf verschiedenen Jazzfestivals wie Jazz  Baltica und Umbria Jazz auf.
Seit Ende der 2000er-Jahre arbeitete er u. a. in der Formation Nickhead, später mit Simon Kanzler und mit Anna Webber. Gemeinsam mit Markus Ehrlich, Christopher Colaço, Florian Menzel und Philipp Schaeper bildete er 2009 die kollaborative Band The Major Minors. Als Hornist war er am Album Labyrinth (2013) der italienischen Rockband Fleshgod Apocalypse beteiligt. Er ist Mitglied des Rosen Quintett (mit Benedikt Joch, Edith Steyer, Kay Lübke und Nikolaus Neuser); ferner spielte er u. a. mit Clara Haberkamp, Fuasi Abdul Khaliq, Markus Ehrlichs Flexible Eingreiftruppe, Florian Menze Olga Amelchenko, Musina Ebobissé, Toms Rudzinskis, Dima Bondarev, Giovanni Perin, Uri Gincel/Moritz Baumgärtner und Volker Schlott. Spallati lebt in Berlin.

## Diskographische Hinweise
- Simon Kanzler feat. Anna Webber: Talking Hands (Unit Records 2012, mit Tilo Weber)
- Anna Webber: Percussive Mechanics (Pirouet Records 2013, mit James Wylie, Elias Stemeseder, Julius Heise, Max Andrzejewski, Martin Krümmling)
- Rosen Quintett: Histoire Imaginaire (Konnex Records 2013)
- Simon Kanzler: Double Identity (WhyPlayJazz 2016)
- Benjamin Schaefer, Frank Wingold, Igor Spallati, Jonas Burgwinkel: Hive Mind (For the Records 2018)
- Julius Windisch: Pros and Cons (Double Moon Records 2021, mit Fermín Merlo)
- Potsa Lotsa XL & Youjin Sung: Gaya (2022)
- Silke Eberhard Potsa Lotsa XL: Chamber Works (2023)